# 戈梅森德
戈梅森德，是西班牙加利西亚自治区奥伦塞省的一个市镇。总面积28平方公里，总人口1115人（2001年），人口密度40人/平方公里。